# Hülya Avşar
 Hülya Avşar  (ur. 10 października 1963 w Edremit) – kurdyjsko-turecka aktorka i piosenkarka, znana między innymi z roli w serialu Wspaniałe stulecie.

## Życiorys
Hülya Avşar urodziła się w mieście Edremit w zachodniej Turcji. Jej ojcem był Kurd pochodzący z miasta Ardahan, natomiast jej matką była Turczynka.
W 1982 roku wraz z rodziną przeprowadziła się do Stambułu. Wzięła wówczas udział w konkursie piękności, który zwyciężyła, jednak koronę straciła, gdy na jaw wyszło, że w czasie konkursu nie była już panną lecz rozwódką.
Od roku 2009 zasiadała w jury tureckiej edycji programu Mam Talent, natomiast w roku 2015 wcieliła się w sułtankę Safiye w tureckim serialu Wspaniałe stulecie: Sułtanka Kösem. Za sprawą tej roli zyskała rozpoznawalność również poza granicami Turcji.

## Filmografia
Filmy
- 2011: 72. Kogus – jako Fatma, reż. Murat Saraçoglu
- 2007: Bir ihtimal daha var – jako Alev, reż. Ugur Uludag
- 1993: Obcy w Berlinie – jako Diliber, reż. Sinan Çetin

Seriale
- 2015–2016: Wspaniałe stulecie: Sułtanka Kösem – jako sułtanka Safiye, reż. Mert Baykal